# Islero

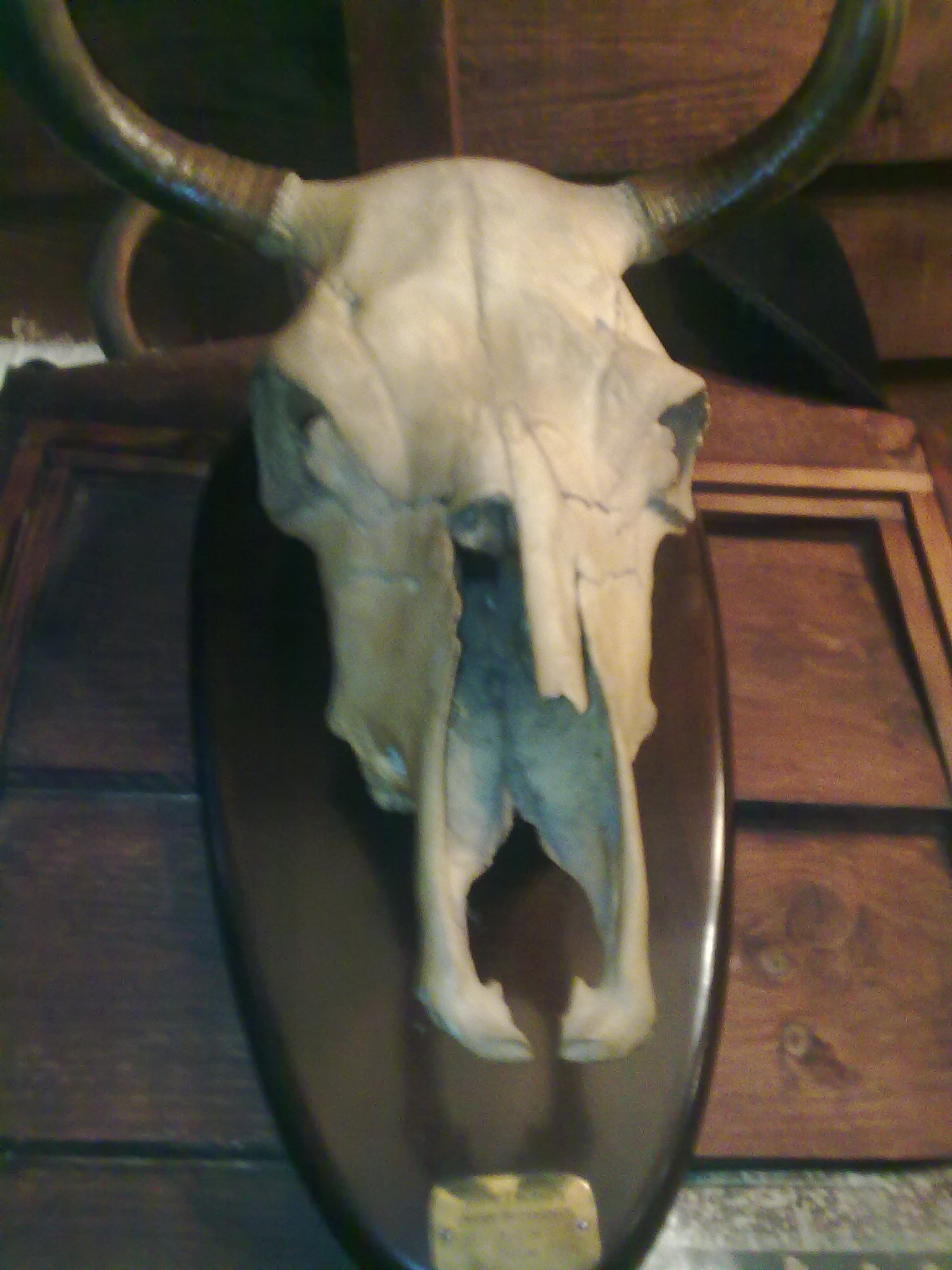
Isleros Schädel

Islero (* unbekannt; † 1947) war ein Kampfstier aus der Zucht der Ganadería Miura in der Nähe von Sevilla. Er starb am 28. August 1947 in der Arena, nachdem er tödlich verletzt noch den spanischen Stierkämpfer Manolete auf die Hörner nahm, der ihm zuvor den Todesstoß versetzt hatte. Der berühmte Torero starb ebenfalls an seinen Verletzungen.
Isleros Geburtsdatum ist unbekannt. Sein Vater war der Stier Formalito, seine Mutter die Kuh Islera. Islero wog 495 kg und war in der Arena von Linares, einer Stadt in der Provinz Jaén in Andalusien, der fünfte Stier des Tages und der zweite, der gegen Manolete antrat. Obwohl die Miurastiere als besonders gefährlich gelten, griff Manolete das Tier direkt über die Hörner an, statt den sicheren Weg von der Seite her zu wählen. Manolete hatte ihm schon den Degen in den Leib gestoßen und sich dem applaudierenden Publikum zugewandt, als Islero dem Torero ein Horn in den rechten Oberschenkel stieß. Bevor Islero starb, versuchte er den verwundeten Manolete noch weitere Male aufzuspießen. Der Mann starb in der folgenden Nacht trotz ärztlicher Versorgung im Sanitätszimmer der Stierkampfarena.

## Gedenken
Nach Islero wurde der Lamborghini Islero, ein italienischer Sportwagen, benannt.